# Lilla Abborrtjärnen (Husby socken, Dalarna, 669193-151627)
Lilla Abborrtjärnen är en sjö i Hedemora kommun i Dalarna och ingår i Dalälvens huvudavrinningsområde.